# Jaroslav Mlčák
Jaroslav Mlčák (* 16. února 1938 Ostrava) je český lékař a bývalý politik, po sametové revoluci československý poslanec Sněmovny národů Federálního shromáždění za Občanské fórum, později za ODS.

## Biografie
Maturoval na dvanáctileté škole, pak nastoupil ke studiu na Vojenské lékařské akademii v Hradci Králové. Zde ale byl na základě zjištění vojenské kontrarozvědky za své politické názory vyloučen ze studia. Jako věřící křesťan nesouhlasil s komunistickým režimem. Dva roky potom pracoval v Ostravě jako horník. Díky spolupracovníkům se mu podařilo dostal zpět na vysokou školu. V roce 1964 absolvoval Lékařskou fakultu Univerzity Karlovy v Hradci Králové. V roce 1963 se oženil a po absolvování školy nastoupilů jako sekundární lékař na interně v podniku Nová huť Klementa Gottwalda. Pak byl závodním lékařem v strojírenském závodě. Během pražského jara byl politicky aktivní a pak za normalizace odešel do jižních Čech (Borovany). Zde pracoval do roku 1973 jako obvodní lékař a pak přešel do obce Osvětimany, opět jako obvodní lékař. V roce 1974 zemřela jeho manželka a on pak vychovával dvě děti. V roce 1981 se podruhé oženil. Od roku 1988 byl v invalidním důchodu, prodělal totiž tři infarkty. Podepsal Chartu 77 a provolání Několik vět. Čelil pak policejní prohlídce domácnosti. Těsně před pádem režimu se podílel na organizování veřejné debaty mezi studenty a představiteli Okresního výboru KSČ.
Dne 17. listopadu 1989 shodou okolností vyrazil do Prahy. Jel tam zkontaktovat Emanuela Mandlera, o jehož platformu Demokratická iniciativa měl zájem. Večer téhož dne náhodně prošel centrem Prahy, ale demonstraci a následný zásah komunistických bezpečnostních složek proti demonstrantům minul. Podílel se na vzniku Občanského fóra v Uherském Hradišti. Pracoval v obvodní komisi pro vyšetření zločinů Státní bezpečnosti.
Ve volbách roku 1990 zasedl do české části Sněmovny národů Federálního shromáždění (volební obvod Jihomoravský kraj) za OF. Po rozkladu OF v roce 1991 přešel do poslaneckého klubu Občanské demokratické strany. Mandát obhájil ve volbách roku 1992. Ve Federálním shromáždění setrval do zániku Československa v prosinci 1992. V parlamentu působil v období od voleb 1992 do zániku ČSFR jako předseda poslaneckého klubu ODS. V roce 1993 patřil mezi skupinu bývalých poslanců FS, kteří požadovali svolání mimořádného kongresu ODS.
Po vzniku samostatné České republiky nastoupil do diplomacie. V únoru 1993 vystoupil z ODS a od listopadu 1993 se stal velvyslaneckým radou ve Vídni, kde setrval do června 1998. Mezitím ale v senátních volbách roku 1996 neúspěšně kandidoval do horní komory českého parlamentu za Senátní obvod č. 81 - Uherské Hradiště coby kandidát Demokratické unie. V letech 1997–1998 přivítal vznik Unie svobody, ale podle svých slov z roku 2004 tato strana svou šanci promarnila. Po návratu z diplomatických služeb žije na penzi v Újezdci.
V roce 2002 se účastnil v Luhačovicích setkání bývalých federálních poslanců. Stále se angažuje ve veřejném životě. Podepsal petici Akce D.O.S.T.. A roku 2011 podepsal otevřený dopis kritický vůči ministrovi zahraničních věcí Karlu Schwarzenbergovi.